# 清水勇三郎

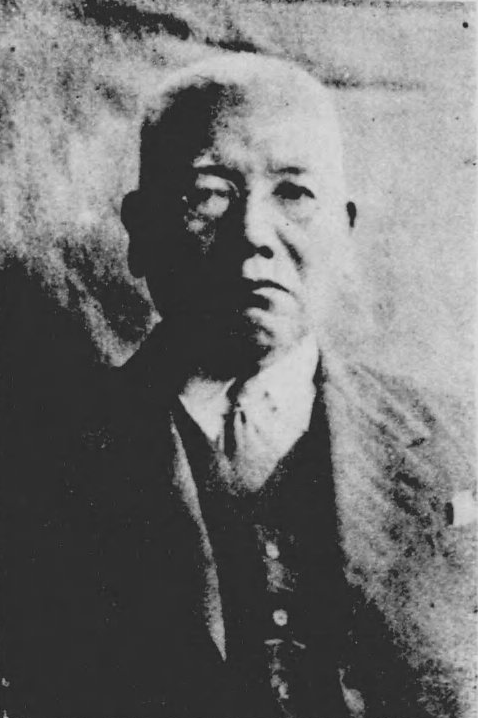
清水 勇三郎

清水 勇三郎（しみず ゆうざぶろう、1873年（明治6年）9月25日 - 1949年（昭和24年）11月26日）は、大正から昭和時代前期の政治家、実業家。愛媛県松山市長。

## 経歴・人物
愛媛県久米郡山之内村（現・東温市）にて生まれる。同志社予備校を経て、早稲田専門学校を卒業する。北吉井村で酒造業および鉱山業に従事。松山市に移り住み、日本織物取締役、久万索道会社専務取締役、海南新聞（愛媛新聞の前身）専務取締役を歴任する。
1922年（大正11年）1月より松山市会議員に3選し、1933年（昭和8年）11月に松山市助役に就任し2期務めた。1938年（昭和13年）9月8日に松山市長に当選。同15日、助役を辞し、市長に就任した。松山市と三津浜町など周辺７か町村の合併を実現。1942年（昭和17年）9月、満期退職した。
戦後、公職追放となり、追放中の1949年（昭和24年）死去。